# Collegio di Angus and Perthshire Glens
Angus and Perthshire Glens è un collegio elettorale scozzese della Camera dei comuni del Parlamento del Regno Unito. Elegge un membro del Parlamento con il sistema first-past-the-post, ossia maggioritario a turno unico; il rappresentante del collegio, dal 2024, è il nazionalista scozzese Dave Doogan.

## Estensione
Il collegio comprende le parti settentrionali delle aree di Perth e Kinross e Angus.
Comprende i ward di Highland, Strathtay, Strathmore e Blairgowrie and Glens all'interno di Perth e Kinross; i ward di Brechin and Edzell, Montrose and District, Forfar and District e Kirriemuir and Dean all'interno di Angus. Include anche i quartieri settentrionali di Dundee, come Bridgefoot e Birkhill.
I confini sono molto simili a quelli del vecchio collegio di North Tayside, che era stato un seggio sicuro per i Conservatori Scozzesi dalla sua creazione nel 1983 fino alla vittoria del Partito Nazionale Scozzese nel 1997.
Il collegio comprende i seguenti ward:
- in Angus
  - Kirriemuir and Dean, Brechin and Edzell, Forfar and District e Montrose and District, precedentemente nel collegio di Angus
  - Monifieth and Sidlaw, precedentemente suddiviso nel collegio di Dundee East e Dundee West
- in Perth e Kinross
  - Strathmore, Blairgowrie and Glens e Highland, precedentemente nel collegio di Perth and North Perthshire
  - Strathtay, precedentemente suddiviso nel collegio di Ochil and South Perthshire e Perth and North Perthshire.

## Membri del parlamento
| Elezione | Elezione | Deputato    | Partito |
| -------- | -------- | ----------- | ------- |
|          | 2024     | Dave Doogan | SNP     |

## Risultati elettorali

### Elezioni negli anni 2020
| Partito                    | Partito                                | Candidato                  | Risultati 4 luglio 2024 | Risultati 4 luglio 2024 |
| Partito                    | Partito                                | Candidato                  | Voti                    | %                       |
| -------------------------- | -------------------------------------- | -------------------------- | ----------------------- | ----------------------- |
|                            | SNP                                    | Dave Doogan                | 19 142                  | 40,43                   |
|                            | Conservatore                           | Stephen Kerr               | 14 272                  | 30,14                   |
|                            | Laburista                              | Elizabeth Carr-Ellis       | 6 799                   | 14,36                   |
|                            | Reform UK                              | Kenneth Morton             | 3 246                   | 6,86                    |
|                            | Lib Dem                                | Claire McLaren             | 3 156                   | 6,67                    |
|                            | Indipendente                           | Dan Peña                   | 733                     | 1,55                    |
|                            |                                        |                            |                         |                         |
| Iscritti                   | Iscritti                               | Iscritti                   | 76 688                  | 100,00                  |
| ↳ Votanti (% su iscritti)  | ↳ Votanti (% su iscritti)              | ↳ Votanti (% su iscritti)  | 47 348                  | 61,74                   |
| ↳ Astenuti (% su iscritti) | ↳ Astenuti (% su iscritti)             | ↳ Astenuti (% su iscritti) | 29 340                  | 38,26                   |
|                            |                                        |                            |                         |                         |
|                            | Esito: collegio a SNP (nuovo collegio) |                            |                         |                         |